# Hear About It Later
Hear About It Later — песня американской хард-рок группы Van Halen с альбома Fair Warning, выпускавшаяся в виде сингла только на родине у Алекса и Эдди Ван Халенов, в Нидерландах в 1981 году на лейбле Warner Bros. в формате 7-дюймовой виниловой пластинки со скоростью вращения 45 оборотов в минуту. Авторами песни числятся все участники квартета. На альбоме идёт четвёртой по счёту песней.

## О песне
Композиция была записана в марте — апреле 1981 года, в Лос-Анджелесе, в студии Sunset Sound, в ходе 12-дневной сессии записи к Fair Warning. По изначальному замыслу была создана на клавишных, после чего идея была переложена на гитару и записана на Fender Stratocaster.
Весь период записи прошёл во время подготовки к свадьбе лидера группы, Эдди Ван Халена с Валери Бертинелли, в довольно нервозной обстановке. Дэвид Ли Рот был раздражён желанием Эдди жениться и это сказывалось на атмосфере в группе и творческом процессе.
В 1981 году, в ходе Fair Warning Tour «Hear About It Later» неоднократно исполнялась на концертах, затем в бытность Сэмми Хагара и Гари Чероне она на десятилетия выпала из репертуара и вернулась в него во время A Different Kind of Truth Tour 2012—2013 годов.
Выступления в Окленде, прошедшие с 11 по 13 июня 1981 года в Oakland Coliseum были засняты на плёнку. Из этих записей было смонтировано три концертных видеоклипа к песням «Unchained», «So This Is Love?» и «Hear About It Later». Первые трансляции прошли на телешоу Don Kirshner’s Rock Concert.

## Восприятие
Несмотря на неоднозначную реакцию на сам альбом, по факту его выхода, критики называли «Hear About It Later» среди лучших его песен. К примеру, Джон Свенсон из американского ежемесячника Circus охарактеризовал её следующим образом: «Ещё никогда хеви-метал не звучал столь заразительно, как в „Hear About It Later“, где блестящие гитарные партии Эдди то вплетаются, то выбиваются обратно из жёсткого, выразительного ритма, создаваемого его братом Алексом на ударных и Майклом Энтони на басу».
Уже в XXI-веке, в своём рейтинге-анализе всего творчества группы, всех её песен, авторитетный американский эссеист Чак Клостерман поместил «Hear About It Later» на 13-е место из 131-го возможного. В своей оценке критик размышлял над смысловым содержанием текста песни, в которой, как ему казалось, её герой, устами Дэйва Ли Рота, объяснял собеседнице моральные сложности, с которыми ему, фронтмену арена-рок-группы, приходится сталкиваться. Эти трудности могут повлечь за собой непредвиденные последствия, которые идут в разрез с образом ответственного партнёра. И если это случится, то он ничего не хочет об этом слышать в будущем, поскольку он заранее обо всём предупреждал.

## Список композиций
Слова и музыка всех песен — Эдди Ван Хален, Алекс Ван Хален, Дэвид Ли Рот и Майкл Энтони.
| №  | Название              | Длительность |
| -- | --------------------- | ------------ |
| 1. | «Hear About It Later» | 4:33         |

| №  | Название      | Длительность |
| -- | ------------- | ------------ |
| 1. | «Mean Street» | 4:55         |

## Участники записи
| Van Halen: - Дэвид Ли Рот — вокал - Эдди Ван Хален — электрогитара, бэк-вокал - Майкл Энтони — бас-гитара, бэк-вокал - Алекс Ван Хален — ударные | Технический персонал: - Тед Темплман — музыкальный продюсер - Донн Ланди — звукорежиссёр |